# Österrikes Grand Prix 1999
Österrikes Grand Prix 1999 var det nionde av 16 lopp ingående i formel 1-VM 1999.

## Resultat
1. Eddie Irvine, Ferrari, 10 poäng
2. David Coulthard, McLaren-Mercedes, 6
3. Mika Häkkinen, McLaren-Mercedes, 4
4. Heinz-Harald Frentzen, Jordan-Mugen Honda, 3
5. Alexander Wurz, Benetton-Playlife, 2
6. Pedro Diniz, Sauber-Petronas, 1
7. Jarno Trulli, Prost-Peugeot
8. Damon Hill, Jordan-Mugen Honda
9. Mika Salo, Ferrari
10. Olivier Panis, Prost-Peugeot
11. Marc Gené, Minardi-Ford
12. Giancarlo Fisichella, Benetton-Playlife (varv 68, motor)
13. Luca Badoer, Minardi-Ford
14. Johnny Herbert, Stewart-Ford
15. Ricardo Zonta, BAR-Supertec (63, koppling)

### Förare som bröt loppet
- Rubens Barrichello, Stewart-Ford (varv 55, motor)
- Jean Alesi, Sauber-Petronas (49, bränslebrist)
- Pedro de la Rosa, Arrows (38, snurrade av)
- Alessandro Zanardi, Williams-Supertec (35, bränslebrist)
- Jacques Villeneuve, BAR-Supertec (34, bakaxel)
- Toranosuke Takagi, Arrows (25, motor)
- Ralf Schumacher, Williams-Supertec (8, snurrade av)

## VM-ställning
| Förarmästerskapet 1. Mika Häkkinen, McLaren-Mercedes, 44 2. Eddie Irvine, Ferrari, 42 3. Michael Schumacher, Ferrari, 32 | Konstruktörsmästerskapet 1. Ferrari, 74 2. McLaren-Mercedes, 72 3. Jordan-Mugen Honda, 34 |